# Tecknade stjärnor: Vi säger nej till droger
Tecknade stjärnor: Vi säger nej till droger (engelska: Cartoon All-Stars to the Rescue) är en amerikansk animerad drogförebyggande TV-film från 1990. 

## Handling
Filmen handlar om tonåringen Michael, som har börjat använda hasch och är så beroende att han till och med stjäl pengar från sin yngre syster Corey. Michael uppmuntras att fortsätta röka och att bara tänka på sig själv av den onde vålnaden Smoke (röst av George C. Scott). De tecknade figurerna väcks till liv och försöker, var och en på sitt sätt, få Michael att inse att droger är farligt och att han måste sluta.

## Meverkande figurer (i urval)
| Jason Marsden        | – Michael                   |
| Lindsay Parker       | – Corey                     |
| George C. Scott      | – Smoke                     |
| Paul Fusco           | – Alf                       |
| Russi Taylor         | – Knatte, Fnatte och Tjatte |
| Lorenzo Music        | – Gustaf                    |
| Jim Cummings         | – Nalle Puh                 |
| Jim Cummings         | – Tigger                    |
| Townsend Coleman     | – Michelangelo              |
| Jeff Bergman         | – Snurre Sprätt             |
| Jeff Bergman         | – Daffy Anka                |
| Frank Welker         | – Slimer                    |
| Don Messick          | – Pappa Smurf               |
| Ross Bagdasarian Jr. | – Alvin                     |

## Om produktionen
Produktionen tillkom genom Academy of Television Arts & Sciences (som delar ut Emmy Award-priserna) med stöd från McDonald's Corporation. Rättighetsägarna till medverkande rollfigurer, bland dessa Walt Disney Company och Warner Bros. med flera, bidrog med att låna ut dessa till filmen.
Innan den sändes på TV visades delar, utan musik och ljudeffekter, för ledamöter i justitieutskottet i USA:s senat, vars ordförande då var senator Joe Biden från Delaware.

## Visningar

### USA
I den amerikanska versionen introduceras programmet av USA:s dåvarande president George H.W. Bush och hustrun Barbara sittandes i Vita huset.
Programmet visades i amerikansk TV 09.30 lokala tider på samtliga av de marksända landstäckande nätverken (ABC, CBS, NBC & FOX), lokala TV-stationer samt betalkanaler som Disney Channel, Nickelodeon, USA Network med flera.

### Storbritannien / Irland
- RTÉ Two
- BBC One
- Channel 4 / S4C
- BBC Two
- ITV1

### Sverige
Filmen visades i Sverige med titeln Tecknade stjärnor: Vi säger nej till droger i TV4 i december 1991. Första visningen skedde den 4 december, med repris den 26 december samma år. I den svenska versionen gjordes introduktionen av Sveriges dåvarande statsminister Carl Bildt, och själva filmen visades med engelskspråkigt tal och svenskspråkig undertext.

## VHS-utgåvor
- USA: Buena Vista Home Entertainment
- Australien: Roadshow Home Video
- Storbritannien: Video Collection International